# Maillot Rojo

Maillot Rojo

Maillot Rojo (dt. Rotes Trikot) ist die Bezeichnung für das Wertungstrikot des Führenden der Gesamtwertung der Vuelta a España. 
Die Farbe des Führungstrikots wechselte mehrfach, seit 2010 wird ein rotes Wertungstrikot vergeben. Während der ersten beiden Austragungen der Vuelta war es orange. Der erste Träger des Orangen Trikots war Antoine Dignef, der die Eröffnungsetappe der ersten Vuelta a España 1935 von Madrid nach Valladolid gewann. Die erste Austragung der Rundfahrt gewann der Belgier Gustaaf Deloor.
Roberto Heras und Primož Roglič sind mit je vier Erfolgen Rekordsieger der Vuelta. Spanische Fahrer konnten mit 31 Siegen das Rennen am häufigsten gewinnen. Der Schweizer Alex Zülle ist mit 45 Tagen im Trikot des Gesamtführenden Rekordträger, zweimal gelang es ihm, den Gesamtsieg davonzutragen. Mit Rudi Altig, Rolf Wolfshohl und Jan Ullrich haben bislang drei Deutsche das Etappenrennen für sich entschieden.
Der Führende der Punktewertung beim Giro d’Italia wurde eine Zeitlang ebenfalls mit einem roten Trikot ausgezeichnet, dem Maglia Rossa.